# 北畠愛美
北畠 愛美（きたばたけ めぐみ、1994年5月9日 - ）は、日本の舞台女優である。
劇団銅鑼所属。兵庫県出身。

## 来歴
日本工学院専門学校声優・俳優科卒業
文学座附属演劇研究所卒業　2016年銅鑼入団

## 人物
- 身長165cm[1]
- 特技はマリンバ[1]

## 出演

### 舞台
- 『泣くな研修医』（演出：齋藤理恵子） - 佐藤玲 役[1]
- 『いのちの花』（演出：齋藤理恵子） - マナミ 役[1]
- 『蝙蝠傘と南瓜』（演出：詩森ろば） - ツタ 役[1]
- 『いのちの花』（演出：齊藤理恵子） - ハルノ 役[1]
- 2016年試演会『ある親子の問答』（演出：山田昭一） - 母 役[1]